# مسجد ميدان الكبير
مسجد ميدان الكبير هو مسجد يقع في مدينة ميدان في إندونيسيا، تم بناء المسجد في عام 1906 واكتمل البناء في عام 1906، في بداية البناء تم دمج المسجد مع مجمع القصر، أسلوب المسجد المعماري هو نموذج من العمارة العربية والعمارة من الهند وإسبانيا، المسجد له شكل مثمن وله جناح على الجنوب والشرق والشمال والغرب .

## التاريخ
قام السلطان مأمون الراشد بركاسا وهو قائد لسلطنة ديلي بتطوير مسجد ماشون وذلك في الحادي والعشرين من شهر أغسطس عام 1906 الموافق الأول من رجب عام 1324 هـ، وتم الانتهاء من تطوير المسجد بالكامل في العاشر من سبتمبر عام 1909 الموافق الخامس والعشرين من شعبان عام 1329 هـ، كلّف بناء المسجد ما مجموعه مليون قطعة ذهبية، وقد عمد السلطان على تطوير المسجد لأنه أكثر أهمية من قصره الكبير، وتم تمويل تكلفة البناء من ميزانية السلطان .

## العمارة
في البداية تم تصميم المسجد من قبل المهندس المعماري الهولندي فان ارب، ثم دعا فان لجنة تخطيط موارد المؤسسات التابهة للحكومة الهولندية للمشاركة في عملية البناء، معظم مواد البناء المستوردة مثل الرخام والديكور تم استيرادها من إيطاليا وألمانيا والصين والزجاج الملون والثريا تم استيرادها مباشرة من فرنسا.
تم تصميم المسجد على شكل مثمن متناظرة بمزيج من أنماط التخطيط في المغرب وأوروبا والشرق الأوسط وأسلوب الملايو، بناء المسجد ينقسم إلى الغرفة والوضوء وبوابات الدخول الرئيسية والأبراج، الغرفة الرئيسية وهي مكان الصلاة يجاورها شرفة صغيرة معلقة بارزه للخارج، النوافذ المحيطة والأبواب والشرفة مصنوعة من الخشب مع الزجاج الملون والزجاج الثمين، وهي من بقايا فترة الفن الحديث (1890 - 1914) جنبا إلى جنب مع الفن الإسلامي، الزخرفة في المسجد إما في الجدران أو السقوف والأعمدة والأقواس والسطوح غنية بالزهور والنباتات الزخرفية.
الممرات لها صف من النوافذ على شكل أقواس، كلا الشرفة والنوافذ المقوسة من تصميم المبنى تذكر بالممالك الإسلامية في إسبانيا في العصور الوسطى، في حين أن قبة المسجد نموذج للعمارة التركية، القبة الرئيسية تحيط بها أربعة قباب أخرى فوق بعضها مع حجم أصغر، شكل القبة يذكر بالمسجد الكبير في باندا اتشيه، في داخل المسجد هناك ثمانية ركائز أساسية يبلغ ارتفاعها 0.60 متر لدعم القبة الرئيسية في الوسط، يتكون المحراب من الرخام مع سقف القبة أشار .

## وصلات خارجية
- صور المسجد